# Mladen Kljenak
Mladen Kljenak (15. ožujka 1933., Poljica kod Imotskog - 10. srpnja 2003.), hrvatski je književnik, novinar i pravnik. Piše pjesme u prozi, novele, putopise i feljtone.

## Životopis
Rodio se je 1933. u Poljicima kod Imotskog. Studirao je u Zagrebu, gdje je završio Pravni fakultet. 
U Zagrebu se je zaposlio kao odvjetnik. 
Bio je uređivao časopis-smotru Prisutnosti. Radio je kao novinar. Pisao je za Studentski list, Narodni list, Vjesnik i Večernji list.
Bio je član Društva hrvatskih književnika.
Svoju je književnost zasnivao na doživljaju svetog, po čemu je bio jednim od rijetkih suvremenika hrvatskih pjesnika.
Neke pjesme su mu ušle u antologiju hrvatskih pjesama u prozi Naša ljubavnica tlapnja prireditelja Zvonimira Mrkonjića, Hrvoja Pejakovića i Andriane Škunce.

## Djela
- knjige
- Danak, proza, 1967.
- Kažnjena kula, proza, 1971.
- Zagora ozarena, pripovijetke, 1973.
- Kolijevka, proza, književno-grafička mapa, 1991. (grafike: Vasilij Jordan)
- Zavjet, proza, 1999.
- Vestigia Cordis: Elegije", književno-grafička mapa, 2002. (grafike: Kruno Bošnjak)
- Smrtonosan ljetopis, 2004.

- ciklusi proza u smotrama
- Književna kula, 1957.
- Četiri apostola, 1958.
- Emotha, 1964.
- Ljetopis, 1966.

Članke je objavljivao i u Ličkoj reviji, Republici i zagrebačkom Forumu.